# Rue Saint-Benoît (Lyon)
Pour les articles homonymes, voir Rue Saint-Benoît.
La rue Saint-Benoît est une voie du 1er arrondissement de Lyon, en France.

## Situation
Cette rue est perpendiculaire au bout du quai Saint-Vincent et se termine rue de la Vieille.

## Odonymie
Elle tient son nom du couvent des religieuses bénédictines qui ont fondé en 1658 le couvent Saint-Benoît dans lequel elles se sont installées en 1664 .

## Histoire
Après la destruction du couvent des Bénédictines à la Révolution, la rue est ouverte comme fragment en coude de la rue de la Vieille, attestée sous ce dernier nom depuis 1741 et de rue Tuillière au moins en 1550. Le nom actuel est attesté en 1821,.